# 和田業繁
和田 業繁（わだ なりしげ）は、戦国時代から安土桃山時代にかけての武将。上野国群馬郡和田郷（現・高崎市）の国衆。和田城主。

## 略歴

### 出自・武田氏配下以前の動向
和田氏は山内上杉氏配下の国衆であり、伯父かつ義父である長野業正率いる箕輪長野氏の同心であった。父は天文15年（1546年）7月に戦死し、その後家督を継いだとみられる。当初は関東管領・上杉憲政に仕えていたが、同21年（1552年）3月に憲政が後北条氏との抗争で越後国に逃亡した後は長野業正と共に北条氏康に従った。永禄3年（1560年）8月に憲政を擁した長尾景虎（上杉謙信）が関東侵攻を開始すると箕輪長野氏と共に上杉方に従い、『関東幕注文』では箕輪衆の一員として「和田八郎」の名前で存在が確認できる。この際に上杉氏に弟を人質として提出している。その後の翌4年（1561年）11月に武田氏は西上野侵攻を行い、業繁は翌5年（1562年）5月までに武田氏に従属している。

### 武田氏配下時の動向
業繁は永禄5年（1562年）12月までの間に甲府に参府し、本来は妻子・従類を信濃へ移すべきところを和田城周辺の情勢が不安定であることや和田氏そのものに被官が不足していることから老母を人質に出すことで了解を得ている。『甲陽軍鑑』によると和田氏の軍役は30騎となっており上野先方衆の中では下から三番目に少なく、当初の和田城の規模も国衆としての規模も小さいものであったと考えられる。しかし和田城が上杉方の厩橋城や箕輪長野氏の箕輪城に対して最前線に位置する要地であったこともあり、信玄の支援で和田城への武田氏譜代家臣の常駐・城郭の強化・武器・食糧の充実・有事における援軍の派遣など様々な便宜が図られることになった。また、上杉氏に提出した人質の弟も武田氏による人質返還交渉により帰還した。上野に度々侵攻した上杉謙信も和田城の攻略を狙い、永禄6年（1563年）閏12月から翌年4月までに断続的に攻撃を行い、同8年8月にも攻撃を行った。しかし武田氏による改修により和田城が堅固なものとなったため、攻略することができなかった。永禄9年（1566年）に箕輪城が武田氏によって攻略され武田氏による西上野支配が安定すると和田城周辺の情勢も安定し、武田氏譜代家臣の常駐などの事実も見られなくなる。

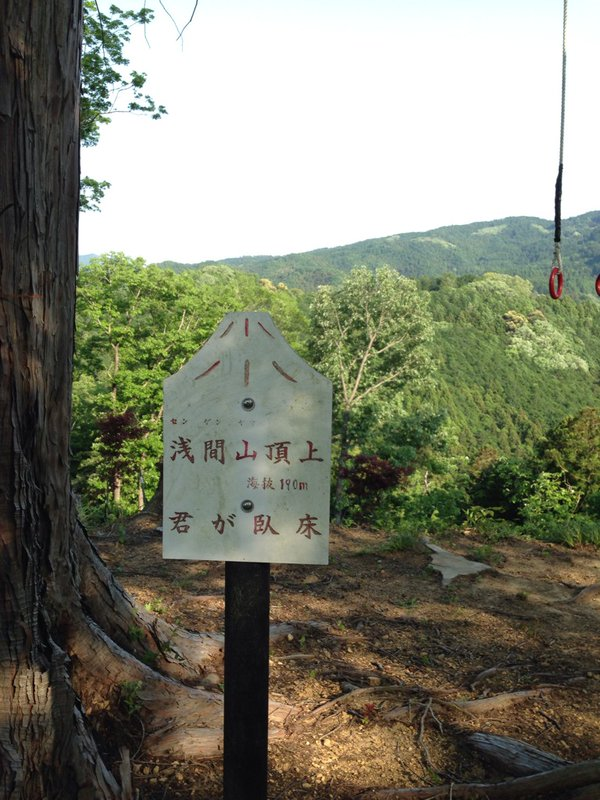
君が臥床砦跡。

永禄11年（1568年）末から武田氏と後北条氏の抗争が発生すると上杉方に離反の動きをみせ、元亀元年（1570年）頃に謙信宛に差し出した書状も存在する。しかし結局武田氏の元に残留した。信玄が死去すると引き続き武田勝頼幕下の先方衆となり、天正2年（1574年）7月には駿河・遠江方面への出陣の功賞として遠江国山口（現・掛川市）にて500貫文を与えられている。翌3年（1575年）の長篠の戦いでは、籠城する長篠城を俯瞰できる対岸の君が臥床砦に布陣したが、5月21日、徳川方の酒井忠次の奇襲に遭遇して戦死した。跡を婿養子・信業（跡部勝資の子）が継いだ。